# Akademie-Verlag
Der Akademie-Verlag (Eigenschreibung: Akademie Verlag, früher Akademie-Verlag Berlin) war ein von 1946 bis 2013 bestehender deutscher Wissenschaftsverlag mit Sitz in Berlin. Er verlegte Werke aus den Fachgebieten Geistes-, Sozial- und Naturwissenschaften. Er war der bedeutendste Wissenschaftsverlag der DDR. Insgesamt erschienen über 12.000 Buchtitel und über 60 regelmäßig erscheinende Zeitschriften mit über 700.000 einzelnen Heften.
Im Signet des Verlags fand sich seit 1957 der Kopf von Gottfried Wilhelm Leibniz, dem Gründer der Akademie im Jahre 1700, sowie der lateinische Wahlspruch „theoria cum praxi“ (Theorie mit Praxis). 2013 wurde der – bereits seit 1997 unselbstständige – Akademie-Verlag durch den Verlag Walter de Gruyter übernommen und aufgelöst. Bis 2025 soll das Gesamtprogramm digitalisiert verfügbar werden.

## Geschichte

### Gründung des Verlags
Nach ihrer Wiedereröffnung am 1. Juli 1946 beschloss die Deutsche Akademie der Wissenschaften zu Berlin (erst 1972 umbenannt in Akademie der Wissenschaften der DDR) am 31. Oktober 1946 ein Statut, das unter anderem die Gründung eines eigenen Verlags vorsah. So wurde nach dem Beschluss der Gesamtsitzung vom 19. Dezember 1946 am 23. Dezember 1946 die Akademie-Verlag G.m.b.H. Berlin gegründet. Hauptgesellschafterin war die Akademie der Wissenschaften, Mitgesellschafter die Zentralverwaltung für Volksbildung in der Sowjetischen Besatzungszone. 
Erster Geschäftsführer nach Gründung war Hans Kaesser, er kam vom Lorenz Verlag. Dem Verlag wurden Rechte des Verlages Chemie übertragen, so am Chemischen Zentralblatt. Der politisch schwer belastete Verlag Chemie erhielt keine Lizenz, wichtige Fachblätter sollten aber weiterhin erscheinen. Am 21. Januar 1947 erteilte der Magistrat von Berlin die Gewerbeerlaubnis, so dass die wissenschaftlichen Aktivitäten der Akademie nicht mehr in verschiedenen Verlagen betreut werden mussten, sondern im Akademie-Verlag gebündelt werden konnten. Das Programm beschränkte sich hierbei nicht auf offizielle Publikationen der Akademie, sondern beinhaltete auch wissenschaftliche Werke anderer Institutionen und Personen.

### Anfangsjahre des Verlags

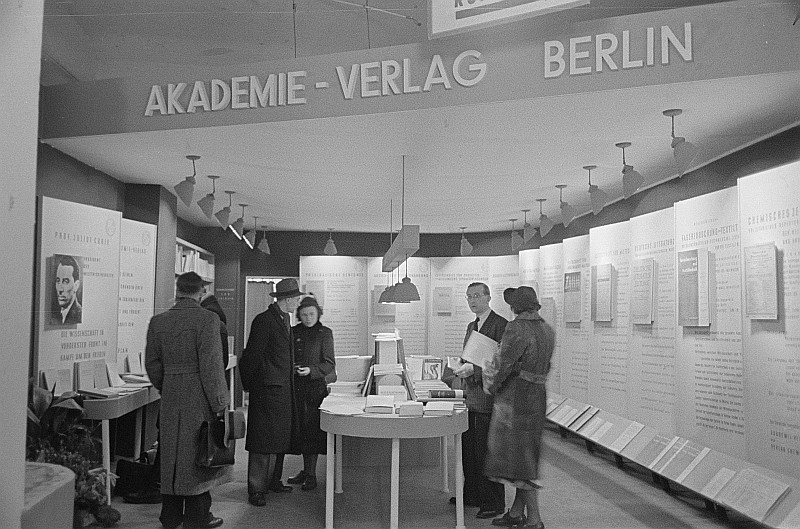
Besucher der Leipziger Buchmesse 1951 am Stand des Akademie-Verlags

1947 erschienen 14 Bücher und fünf Zeitschriften im Verlag, doch Fortsetzungswerke und vor allem Editionen, Jahrbücher und Einzelwerke ließen das Programm stetig wachsen. Dank der Anlehnung an die Akademie fand der Verlag im aufkommenden Kalten Krieg schnell Zugang zu führenden Wissenschaftlern im In- und Ausland, wodurch der Verlag sich als geschätzter Partner etablieren konnte.

### Der Akademie-Verlag in der DDR

#### Der Ausbau des Verlags
1950 wurde der Verlag per Verordnung verpflichtet, die neu gegründeten Forschungseinrichtungen mit dringend benötigter wissenschaftlicher Literatur zu versorgen. Die Akademie der Wissenschaften war von 1958 bis 1976 alleinige Gesellschafterin. Danach wurde der Verlag als Einrichtung der Akademie der Wissenschaften der DDR geführt.
Dank der wichtigen Stellung, die die Akademie der Wissenschaften in der Forschung einnahm, entwickelte sich der Verlag zum größten wissenschaftlichen Verlag der DDR. Im Jahr 1956 zählte das Programm 350 Buchtitel und 45 Zeitschriften. 1981 waren es bereits 10.000 Buchtitel und 59 Zeitschriften mit fast 500 Heften. Mitte der 1950er Jahre gehörte er zu den größten Exportverlagen der DDR. Anfang der 1970er Jahre exportierte der Verlag 55 % seiner Produktion ins westliche Ausland. Mitte der 1980er Jahre waren es 66 %. Das anfangs noch recht übersichtliche Programm wuchs in die Breite und umfasste rund 25 Wissensgebiete aus Geistes- und Naturwissenschaften, Medizin und Technik. Neue Publikationsformen wie Wörterbücher, wissenschaftliche Taschenbücher, Handbücher und Spezialmonographien machten die Produktpalette komplett.
Der Verlag verfügt über fünf akademieeigene Druckereien. 1988 eröffnete er eine eigene Buchhandlung am Platz der Akademie in Berlin (heute wieder Gendarmenmarkt).
1976 wurde der Verlag als eigenständige GmbH aus dem Handelsregister gelöscht und in eine Abteilung der Akademie umgewandelt.
Zum 1. Januar 1979 erwarb die Akademie den Wissenschaftsverlag Hermann Böhlaus Nachfolger in Weimar. Dieser wurde organisatorisch in den Akademie-Verlag eingegliedert, blieb jedoch juristisch selbständig.

#### Politische Einflussnahme und wirtschaftliche Rahmenbedingungen
Obwohl der Verlag dank der Anbindung an die Akademie der Wissenschaften nicht der Kontrolle des Ministeriums für Kultur unterstand, wie fast alle anderen DDR-Verlage, wurde ab 1961 der Einfluss der Partei auf das Verlagsprogramm sichtbar. Parteivertreter veröffentlichten ihre Werke im Verlag. Schrittweise wurde der Verlag der Hauptverwaltung Verlage und Buchhandel im Ministerium für Kultur der DDR unterstellt. Außerdem wuchs mit der Akademiereform nach sowjetischem Vorbild der Argwohn gegenüber „gesamtdeutschen“ wissenschaftlichen Publikationen, weshalb der Verlag einen goldenen Mittelweg finden und klug argumentieren musste, um Vorhaben weiterführen zu können.
Neben diesen Entwicklungen sah sich der Akademie-Verlag – wie andere Verlage auch – mit diversen Schwierigkeiten konfrontiert: Papierknappheit, mangelnde Papierqualität, technisch rückständige Druckereien usw. Der Verlag war zu keiner Zeit rentabel. Die Finanzierung erfolgte ab den 1970er Jahren über den Staatshaushalt und die Akademie. Der Zuschuss betrug durchschnittlich 1,5 Mio. Mark der DDR pro Jahr.
In den 1970er Jahren gab es etwa 200 Mitarbeitende, 1988 etwa 170.

### Entwicklung mit dem Ende der DDR
Mit der Wende und der friedlichen Revolution in der DDR kam es 1989/1990 zu wesentlichen Änderungen im Verlag. Dem Verlagsleiter Lothar Berthold wurde das Misstrauen ausgesprochen und ein Kollege aus dem Lektorat Geschichte zum neuen Verlagsleiter.
Artikel 38 des am 3. Oktober 1990 in Kraft getretenen Einigungsvertrags betraf die Akademie der Wissenschaften der DDR und somit auch den Verlag, der 1976 durch Löschung aus dem Handelsregister zu einer Einrichtung der Akademie geworden war: der von den neuen Bundesländern und Berlin gebildete Gemeinsame Ausschuss entschied über die Zukunft des Verlags. Der Verlag wurde zusammen mit der Akademie der Wissenschaften dem Bundesministerium für Forschung und Technologie unterstellt und dann der Zuständigkeit des Landes Berlin übertragen. Die begonnenen Großeditionen, wie die etwa 150-bändige Leibniz-Gesamtausgabe (in Zusammenarbeit der Akademie mit dem Leibniz-Archiv der Niedersächsischen Landesbibliothek Hannover und der Leibniz Forschungsstelle an der Universität Münster), die Heine Säkularausgabe und die Schiller-Nationalausgabe des Verlages Hermann Böhlau Nachfolger wurden fortgesetzt.
Nach zahlreichen Kaufangeboten von Verlagsunternehmen aus Deutschland und dem Ausland wurde der Akademie-Verlag am 3. Januar 1991 von der VCH Verlagsgruppe Weinheim (ehemals Verlag Chemie) gekauft. Das brachte tiefe Einschnitte in das Gefüge des Akademie-Verlags. So musste die durch sozialistische Vorgaben aufgeblähte Personalstärke verringert werden: von 170 Mitarbeitern im Jahr 1991 waren im Jubiläumsjahr 1996 noch 40 tätig. Außerdem wurde das breite Programm in Abstimmung mit der Muttergesellschaft auf die Kernthemen Philosophie, Geschichte, Politik- und Kulturwissenschaften, Kunstgeschichte, Literatur- und Sprachwissenschaften sowie Mathematik und Physik beschränkt.
Bis 1990 wurden, bedingt durch die materialistische Geschichtsauffassung in den Veröffentlichungen und die deutsch-deutsche Geschichte, die Verlagsprodukte in der BRD teilweise nur mit Vorbehalt aufgenommen. Oft kauften jedoch Besucher aus der BRD die relativ preiswerten Akademie-Bücher und verhalfen ihnen auch in Westdeutschland zu einiger Verbreitung, was wiederum nach der Wiedervereinigung Deutschlands dem Verlag zugutekam, der genügend Prestige aufgebaut hatte, um zu überleben.
1994 zog der Verlag von der Leipziger Straße 3/4 in Berlin-Mitte in die Mühlenstraße 33/34 in Berlin-Pankow. Das Verlagsarchiv wurde von der Berlin-Brandenburgischen Akademie der Wissenschaften übernommen und ging dann ans Landesarchiv Berlin.

### Aufspaltung und Ende des Akademie-Verlags
Nach dem Verkauf der Weinheimer Fachverlagsgruppe 1996 an den Konzern John Wiley & Sons wurde das naturwissenschaftliche Programm des Akademie-Verlags in den neuen WILEY-VCH-Verlag überführt. Das gesamte geisteswissenschaftliche Buch- und Zeitschriftenprogramm sowie Namen und Signet des Akademie-Verlags übernahm am 1. Oktober 1997 der R. Oldenbourg Verlag. 1999 zog der Akademie-Verlag von der Mühlenstraße 33/34 in Berlin-Pankow in die Palisadenstraße 40 in Berlin-Friedrichshain. Lektorate und Herstellung blieben in Berlin, Presse, Vertrieb und Rechnungswesen gingen nach München. Es waren noch acht Mitarbeitende verblieben. Seit 2004 gehörte die Oldenbourg Verlagsgruppe und damit auch der Akademie-Verlag zum Cornelsen Verlag. In den 2000er Jahren erschienen etwa 80 bis 90 Bücher im Jahr. Es waren 11 Fachzeitschriften im Programm. 2009 erfolgte ein Umzug aus der Palisadenstraße 40 in die Markgrafenstraße 12–14 in Berlin-Mitte.
Anfang 2013 wurde der Akademie-Verlag gemeinsam mit dem Oldenbourg Wissenschaftsverlag vom Verlag De Gruyter übernommen. Der Verlag Walter De Gruyter digitalisiert das Archiv des Akademie-Verlags. Bis zum Jahr 2025 werden dadurch mehr als 15.000 zum Teil vergriffene Bücher in den Geistes-, Sozial- und Naturwissenschaften erstmals elektronisch verfügbar.